# NGC 4660
NGC 4660 é uma galáxia elíptica (E) localizada na direcção da constelação de Virgo. Possui uma declinação de +11° 11' 26" e uma ascensão recta de 12 horas, 44 minutos e 31,8 segundos.
A galáxia NGC 4660 foi descoberta em 15 de Março de 1784 por William Herschel.